# Karl Guggenberger
Karl Guggenberger (* 31. März 1883 in Mitterburg in Istrien; † 19. September 1968 in Regensburg) war ein deutscher Eisenbahnbeamter und Präsident der Reichsbahndirektion Villach und der Reichsbahndirektion Regensburg.

## Leben
Nach dem Abitur am Staatsgymnasium Triest studierte Karl Guggenberger Rechtswissenschaften an der  Universität Wien, wo er alle drei Staatsprüfungen ablegte. Nach einem Präsenzdienst als Einjährig-Freiwilliger promovierte er am 22. Juli 1908 in Wien zum Dr. jur., kam am 11. Januar 1908 als Volontär zur Staatseisenbahndirektion Triest und wurde Bahnkonzipient (1910) und Bahnkommissär (1914). Im November 1916 wurde Guggenberger in das k.k. Eisenbahnministerium einberufen, wo er 1918 Bahnoberkommissär und Ministerialvizesekretär wurde. Bevor er am 1. Juli 1920 zum Ministerialrat ernannt wurde, war er im Staatsministerium für Verkehrswesen tätig.
Nach der Privatisierung der staatlichen österreichischen Eisenbahn kam Guggenberger in das Dezernat Verwaltungsangelegenheiten des Verkehrswesens im Bundesministerium für Handel und Verkehr und wurde dort am 27. Januar 1929 Ministerialrat.
Nach dem Anschluss Österreichs kam er in das Reichsverkehrsministerium (Abwicklungsstelle Wien).
Zum 1. Oktober 1938 erhielt er die Ernennung zum Präsidenten der Reichsbahndirektion in Villach. Nach der Abordnung zur Reichsbahndirektion Regensburg Mitte Juni 1942 wurde er zum 1. Juli 1942 deren Präsident. In diesem Amt blieb er bis zu seiner Verhaftung und Internierung am 16. Mai 1945. Am 5. Oktober 1945 wurde er aus politischen Gründen aus dem Reichsbahndienst entlassen. Damit verbunden war der Verlust der deutschen Staatsangehörigkeit, die er als geborener Österreicher durch die nationalsozialistische Verordnung vom 3. Juli 1938 erworben hatte.
Im Entnazifizierungsverfahren wurde er am 3. Dezember 1947 durch die Spruchkammer im Internierungslager Regensburg in die Gruppe III (Minderbelastete) eingestuft. Über eine Mitgliedschaft in der Nationalsozialistischen Deutschen Arbeiterpartei gibt die Quellenlage keine Aufschlüsse.
Am 5. Juli 1957 erhielt er erneut die deutsche Staatsangehörigkeit.